# فرانك إليس سميث
فرانك إليس سميث (بالإنجليزية: Frank E. Smith)‏ هو سياسي أمريكي، ولد في 21 فبراير 1918 في الولايات المتحدة، وتوفي في 2 أغسطس 1997 في نفس البلد. حزبياً، نشط في الحزب الديمقراطي. وقد انتخب عضو مجلس ولاية مسيسيبي وانتخب عضو مجلس النواب الأمريكي.